# Stok
Stok er et hjælpemiddel, der består af en lang genstand, for eksempel en pind, til at støtte med. Det kan være til at holde balancen eller lette vægten på benet.